# سباستین بلین
سباستین بلین (انگلیسی: Sebastien Bellin؛ زادهٔ ۱۴ مهٔ ۱۹۷۸) یک بازیکن بسکتبال اهل بلژیک است. سباستین بلین، بازیکن تیم ملی بسکتبال بلژیک، یکی از مجروحین حملات مارس ۲۰۱۶ بروکسل بود.